# Красное (Згуровская община)
Кра́сное (укр. Красне) — село, входит в Згуровскую поселковую общину Броварского района Киевской области Украины. До 2020 года входило в состав Згуровского района.
Население по переписи 2001 года составляло 521 человек. Почтовый индекс — 07612.

## Местный совет
07612, Київська обл., Згурівський р-н, с. Красне, вул. Пушкіна, 4 (укр.)